# Pantalla de bienvenida

Pantalla de bienvenida de Inkscape con un logotipo

Una pantalla de bienvenida (inglés : Splash screen) es un marcador de posición gráfico que aparece al cargar o iniciar un programa de ordenador, o también como página de introducción en un sitio web. Es un elemento de control gráfico que consta de una ventana que contiene una imagen, un logotipo y a veces, la versión  del software. Puede aparecer una pantalla de presentación mientras se inicia un juego o programa.
Mientras que las pantallas de bienvenida suelen ocupar toda la pantalla en aplicaciones escritas para sistemas operativos basados en texto como DOS o para teléfonos inteligentes y tabletas, las aplicaciones de escritorio en interfaces gráficas de usuario normalmente no ocupan toda la pantalla, sino que a menudo se muestran en un área rectangular en el centro de la pantalla. Sin embargo, la pantalla de bienvenida de un sistema operativo suele ocupar toda la pantalla y se denomina “pantalla de arranque”.

## Objetivo
Una pantalla de bienvenida es utilizada principalmente por programas de ordenador que requieren una cierta cantidad de tiempo después de iniciarse hasta que estén listos para que el usuario los opere. La pantalla de bienvenida informa al usuario que el programa se está cargando o iniciando actualmente.  Esto significa que el usuario recibe información inmediatamente después de iniciar el programa (p. ej. B. haciendo clic en el icono del programa con el ratón) una respuesta inicial del programa y no tiene que preguntarse si el programa se inicia. Normalmente, la pantalla de bienvenida desaparece cuando aparece la ventana principal del programa.
Si los programas más pequeños también utilizan pantallas de bienvenida, esto suele deberse a una estrategia de marketing : el producto debe crear o suscitar asociaciones con una pantalla de bienvenida mostrándole de antemano un cliché de color o diseño. Por ejemplo, los usuarios que estén familiarizados con Ubuntu recordarán primero los tonos naranja y violeta, mientras que los de Microsoft Word o Fedora recordarán los tonos azules. Google también utiliza este principio. 
Aunque muchos usuarios y desarrolladores consideran que una pantalla de bienvenida es más un truco, a partir de la versión 6.0 de Java Runtime Environment, la visualización de una pantalla de bienvenida es compatible de forma nativa para que el usuario vea los comentarios del programa antes de las clases para el diseño gráfico. Se cargan elementos de interfaz de usuario que de otro modo serían necesarios para una pantalla de bienvenida.  Esto subraya lo importante que es una pantalla de bienvenida para el tiempo de respuesta percibido de un programa.